# فاهينا جيوكانتي
فاهينا جيوكانتي (بالفرنسية: Vahina Giocante)‏ وهي ممثلة فرنسية ولدت في يوم 30 يونيو 1981 في مدينة أورليان في فرنسا.

## روابط خارجية
- فاهينا جيوكانتي على موقع IMDb (الإنجليزية)
- فاهينا جيوكانتي على موقع قاعدة بيانات الأفلام العربية
- فاهينا جيوكانتي على موقع ألو سيني (الفرنسية)
- فاهينا جيوكانتي على موقع ميوزك برينز (الإنجليزية)
- فاهينا جيوكانتي على موقع أول موفي (الإنجليزية)
- فاهينا جيوكانتي على موقع قاعدة بيانات الأفلام السويدية (السويدية)
- فاهينا جيوكانتي على موقع قاعدة بيانات الفيلم (الإنجليزية)
- فاهينا جيوكانتي على موقع كينوبويسك (الروسية)